# Hebron (Northumberland)
Pour les articles homonymes, voir Hebron.
 (février 2024).
Hebron est une paroisse civile et un village du Northumberland, en Angleterre. La population de la paroisse civile au recensement de 2011 était de 422 habitants.